# مؤسسة الأخلاقيات والتميز في الصحافة
مؤسسة الأخلاقيات والتميز في الصحافة بالإنجليزية: (Ethics and Excellence in Journalism Foundation) تأسست عام 1982 على يد إديث كيني جايلورد (1916–2001). وكرست المؤسسة مهامها للتمسك بقيم ومصالح مؤسسها. تولى الرئيس والرئيس التنفيذي روبرت جيه روس قيادة مؤسسة الأخلاقيات والتميز في الصحافة ومؤسسة إن آز ماتش (Inasmuch Foundation) منذ عام 2003. وحاليًا يقع المقر الرئيسي للمؤسسة في مدينة أوكلاهوما في ولاية أوكلاهوما. وفي عام 2004، بلغت أصول المؤسسة 88 مليون دولار أمريكي، حيث تم توزيع 1,4 مليون دولار في شكل منح.

## رسالة المؤسسة
تتمثل رسالة المؤسسة في الاستثمار في مستقبل الصحافة من خلال بناء الأخلاقيات والمهارات والفرص اللازمة للمضي قدمًا في التحقق بشكل دقيق من الأخبار والمعلومات بطريقة تحافظ على الأخلاقيات والمبادئ. وتقوم المؤسسة بذلك عن طريق إسهاماتها في المؤسسات الإعلامية وكليات الصحافة على الصعيد الوطني، وخاصة في مجالات تعليم الشباب، والتنمية المهنية والأخلاقيات والتحقيقات الصحفية.

## الحاصلون على المنح
قدمت مؤسسة الأخلاقيات والتميز في الصحافة دعمًا لأكثر من 100 منظمة صحفية غير هادفة للربح في السنوات الثلاث الماضية. ومن بين الحاصلين على المنح في الماضي:
- مركز واشنطن للسياسة والصحافة، منهج السياسة والصحافة في واشنطن العاصمة[5]
- خدمة أخبار الشباب، مكتب لوس أنجلوس
- مركز التحقيقات الصحفية[6]
- جامعة كاليفورنيا، بركلي[7]
- رابطة التعليم في الصحافة والإعلام[8]
- لجنة المراسلين من أجل حرية الصحافة[9]
- مركز قانون حماية طالب الصحافة[10]

## المساهمات البارزة
تركت مساهمات المؤسسة أثرًا على جودة وقدرة مشاريع الصحافة الرائدة على الصعيد الوطني. ومنحت مؤسسة الأخلاقيات والتميز في الصحافة بعضًا من أهم فرص الرعاية البارزة إلى:
- جامعة جورج واشنطن، تقرير كالب[11]
- جامعة جورجتاون ومركز النزاهة العامة، مشروع اللؤلؤة[12][13]
- جامعة أوكلاهوما، كلية جايلورد للصحافة والاتصال الجماهيري[14]
- جامعة براندايس، مشروع براءة القاضي براندايس[15]

## المؤسس
ولدت إديث كيني جايلورد  في 5 مارس 1916 بمدينة أوكلاهوما، بولاية أوكلاهوما لوالديها إينز جايلورد وإي كيه جايلورد. كان والدها رئيس تحرير وناشرًا لصحيفة ذا أوكلاهومان وذا أوكلاهوما سيتي تايمز. التحقت إديث بكلية كولورادو في كولورادو سبرينغس، بكولورادو قبل تخرجها من كلية ويلز في أورورا بنيويورك في ربيع عام 1939، مع حصولها على شهادة البكالوريوس في الآداب.
بدأت إديث مسيرتها المهنية في الصحافة بالعمل في صحيفة والدها ومحطة إذاعية في أوكلاهوما سيتي. وفي صيف عام 1942، توظفت في وكالة أسوشيتد برس في نيويورك، ثم تم نقلها بعد خمسة أشهر إلى مكتب واشنطن. وكانت أول موظفة من الإناث تلتحق بهيئة موظفي الأخبار العامة.
قدمت إديث أخبارًا من نيويورك وهوليوود وسان فرانسيسكو وشيكاغو أثناء تغطيتها لجولة السيدة شيانغ كاي شيك في أمريكا. وعندما أصرت السيدة الأولى إليانور روزفلت على أن ترسل أسوشيتد برس سيدة كمراسل لتغطية المؤتمرات الصحفية لها، تم إسناد هذه المهمة لإديث.
وفي عام 1944، انتخبت إديث لمنصب رئيس نادي الصحافة الوطني للمرأة (National Women’s Press Club)، وشغلت منصب سكرتير لجنة مؤتمر السيدة روزفلت للصحافة والوسيط الإعلامي بينها وبين الصحافة. كما غطت أيضًا الأحداث البارزة الأخرى، بما في ذلك وفاة فرانكلين روزفلت، والسيدة الأولى الجديدة باس ترومان، وتتويج الملكة إليزابيث الثانية في لندن عام 1953.
عادت إيدث إلى أوكلاهوما سيتي والتحقت مجددًا بعمل العائلة عام 1963، حيث شغلت منصب عضو مجلس الإدارة وسكرتير الشركة عن شركة أوكلاهوما للنشر.
بدأت إديث بهدوء جهود العمل الخيري في ستينيات القرن العشرين، حيث كانت تتبرع في كثير من الأحيان باسم مجهول إلى المحتاجين. وبحلول عام 1982، كانت قد أسست كلاً من مؤسسة إن أز ماتش ومؤسسة الأخلاقيات والتميز في الصحافة حتى تتمكن من تقديم مساعداتها. يشغل روبرت جي روس منصب الرئيس الحالي والرئيس التنفيذي للمؤسسة. وأصبحت إديث أمين الميثاق في كلية كولورادو  في كولورادو سبرينغز وحصلت على درجة دكتوراه فخرية في الآداب الإنسانية من الكلية عام 1992. كما منحتها جامعة أوكلاهوما]] درجة الدكتوراه الفخرية في الآداب الإنسانية عام 1997 تكريمًا لإسهاماتها.
توفيت إديث كيني جايلورد في 28 يناير 2001، في مستشفى سانت أنتوني في مدينة أوكلاهوما، وهو نفس المستشفى التي كانت قد ولدت فيه قبل 84 عامًا.